# Stellarton
Stellarton (do 1870 Albion Mines) – miasto (town) w kanadyjskiej prowincji Nowa Szkocja, w hrabstwie Pictou, podjednostka podziału statystycznego (census subdivision), na południe od New Glasgow. Według spisu powszechnego z 2016 obszar miasta to: 8,99 km², a zamieszkiwało wówczas ten obszar 4208 osób.
Miejscowość jako położona na pokładzie sapropelitu Foord pierwotnie nosiła nazwę Albion Mines, którą mieszkańcy zmienili 1 lutego 1870 na współcześnie używane miano (odnoszące się do efektów świetlnych – iskier, uzyskiwanych podczas spalania wydobywanej tu kopaliny), a w 1889 otrzymała status miasta (town).